# Eric Ladin
Eric Ladin (Houston, 16 februari 1978) is een Amerikaans acteur.

## Biografie
Ladin is afgestudeerd aan de dramaschool van de University of Southern California in Los Angeles.
Ladin begon in 2001 met acteren in de televisieserie Boston Public, waarna hij nog meerdere rollen speelde in televisieseries en films.
Ladin is getrouwd met een modeontwerpster, en heeft hieruit een zoon (2012). Hij woont met zijn gezin in Los Angeles.

## Filmografie

### Films
Uitgezonderd korte films.
- 2022: Where the Crawdads Sing - als Eric Chastain
- 2020: Painter - als Aldis
- 2017: Scooby-Doo! Shaggy's Showdown - als Kyle (stem)
- 2016: Wolves at the Door - als rechercheur Clarkin
- 2016: Beyond Valkyrie: Dawn of the 4th Reich - als Robert Sites
- 2016: Rebirth - als Todd
- 2016: River Guard - als Sean Flynn
- 2015: The Missing Girl - als Skippy
- 2014: American Sniper - als Squirrel
- 2014: River Guard - als Sean Flynn
- 2014: Annabelle - als Detective Clarkin
- 2013: Highland Park – als Jessie
- 2010: Back Nine – als Gary Sussman
- 2010: The Etiquette Ninjas – als acteur
- 2008: My Best Friend's Girl – als Clay
- 2008: Bar Starz – als Cory Lemuixk
- 2006: Left in Darkness – als Gopher
- 2005: Duck – als verslaafde
- 2005: Cursed – als Louie
- 2004: Toolbox Murders – als Johnny Turnbull

### Televisieseries
Uitgezonderd eenmalige gastrollen.
- 2023 Bosch: Legacy - als Scott Anderson - 3 afl.
- 2022 The Cleaning Lady - als Noah McPherson - 2 afl.
- 2022 Ozark - als Kerry Stone - 3 afl.
- 2017-2021: Bosch - als Scott Anderson - 14 afl.
- 2020: The Right Stuff - als Chris Kraft - 8 afl.
- 2019: For All Mankind - als Gene Kranz - 6 afl.
- 2019: Impulse - als Ethan Fisher - 6 afl.
- 2018: Shooter - als Red Bama jr. - 5 afl.
- 2018: Six - als Trevor Wozniak - 10 afl.
- 2016-2017: Longmire - als Sawyer Crane - 4 afl.
- 2015: The Brink - als Glenn Taylor - 10 afl.
- 2013: Boardwalk Empire – als J. Edgar Hoover – 6 afl.
- 2012-2013: Mudcats – als verteller (stem) – 18 afl.
- 2012: Motorcity – als Red / Mystery Stalker – 3 afl.
- 2011-2012: The Killing – als Jamie Wright – 26 afl.
- 2010: Big Love – als Dr. Roquet Walker – 3 afl.
- 2008-2009: Mad Men – als William Hofstadt – 4 afl.
- 2008: Generation Kill – als James Chaffin – 7 afl.
- 2005: Surface – als George Owen – 4 afl.

### Computerspellen
- 2016: Call of Duty: Infinite Warfare - als soldaat Todd 'Kash' Kashima
- 2012: PlayStation All-Stars Battle Royale – als Cole McGrath
- 2012: Street Fighter X Tekken – als Cole McGrath
- 2011: L.A. Noire – als stem
- 2009: Left 4 Dead 2 – als Ellis

- International Standard Name Identifier: 0000 0004 1890 4358
- Library of Congress Control Number: no2013100204
- Virtual International Authority File: 305307969
- WorldCat: E39PBJgmJkGmQGqr6GhGwMtdwC